# ハンス・ヘップナー

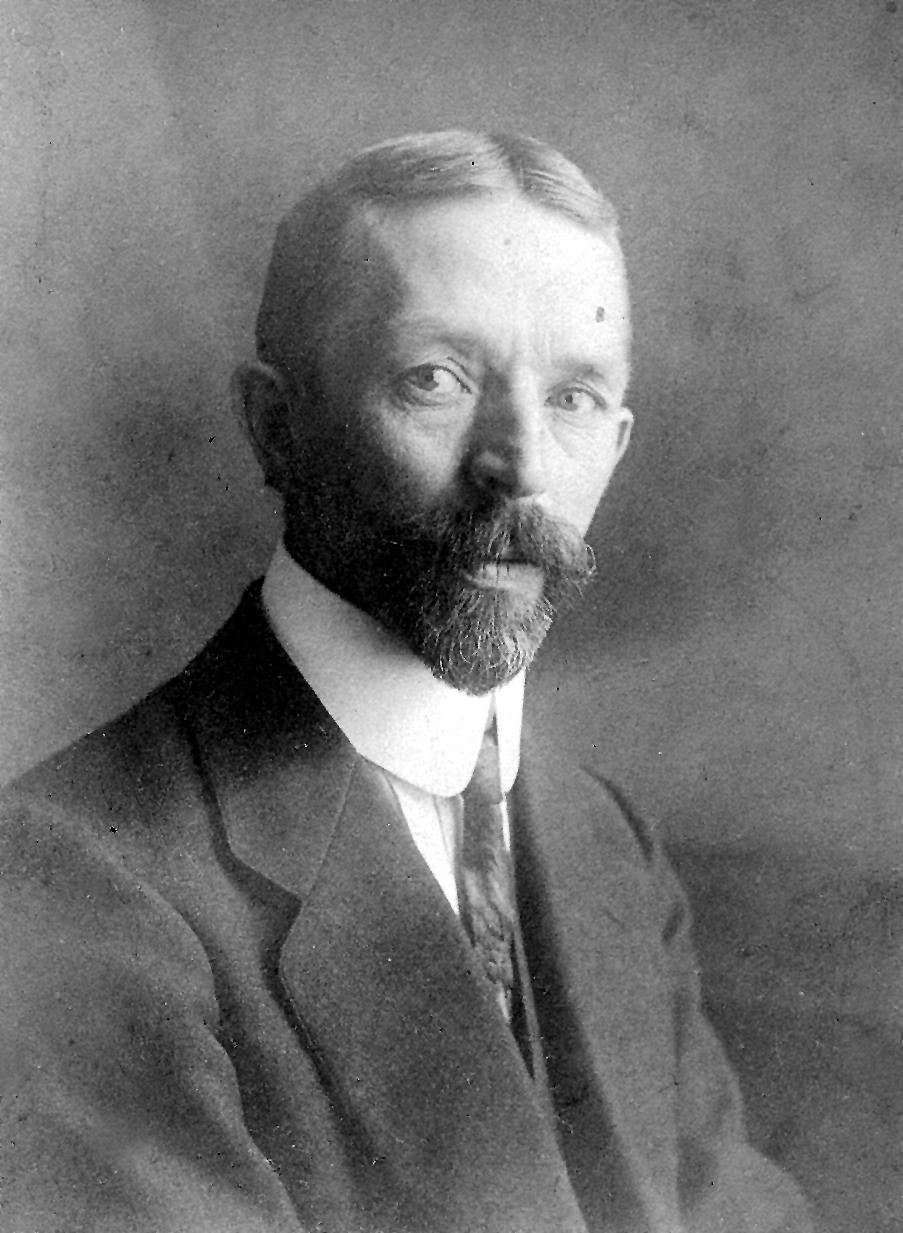
Hans Höppner

ハンス・ヘップナー（Hans Höppner、1873年2月8日 - 1946年4月24日）は、ドイツの植物学者、昆虫学者、教師である。ニーダーライン地域の植物についての研究を行った。

## 略歴
ブレーメンで生まれた。教師の職を選び、ハンマー、フライスビュッテル、ヒュンクセで働いた後、クレーフェルトで30年間、教師として働いた。教師の仕事のかたわら、クレーフェルトの自然史博物館、標本館の監督として働き、昆虫標本の研究を行った。
ヘップナーの業績は昆虫学の分野の研究や、ニーダーラインの植物を収集したことにあった。89編の著作を行い、多くの昆虫のコレクションを作りあげた。当時のニーダーラインの生物相の特徴を示したヘッパーの資料は現在の同地域の生物相と比較する意味でも重要な資料となっている。
1943年に Naturhistorischen Verein der Rheinlande und Westfalens（ラインラント、ヴェストファーレンス自然史協会）とNaturwissenschaftlichen Verein zu Krefeld（クレーフェルト自然クラブ）の名誉会員に選ばれた。

## 著作リスト
ヘッパーの著作の一覧はドイツ語版のwikipediaの著作リスト（de:Hans Höppner (Biologe)#Werke）にある。